# Jean Bac
Jean Bac, né le 1er avril 1915 et mort le 14 février 2005, est un homme politique français.

## Détail des fonctions et des mandats
Mandat parlementaire
- 29 juin 1974 - 2 octobre 1977 : Sénateur des Yvelines